# Taça FPF
De Copa Paulista de Futebol is een voetbalcompetitie uit de Braziliaanse staat São Paulo. De competitie wordt georganiseerd door de FPF. 
De competitie vindt plaats in de tweede helft van het jaar na afloop van het Campeonato Paranaense. De winnaar krijgt een ticket voor de Copa do Brasil en Série D. In 2007 en 2008 mocht de winnaar ook deelnemen aan de Recopa Sul-Brasileira. De club heette aanvankelijk Copa Paraná en nadat de competitie een aantal jaar verdwenen was werd deze nieuw leven ingeblazen in 2015 onder de nieuwe naam Taça FPF. In 2018 werd de competitie niet gespeeld wegens desinteresse van de clubs. 

## Winnaars
- 1998 -  Atlético
- 1999 -  Grêmio Maringá
- 2003 -  Atlético
- 2006 -  Roma Apucarana
- 2007 -  J. Malucelli
- 2008 -  Londrina
- 2015 -  Maringá
- 2016 -  Operário Ferroviário
- 2017 -  Maringá
- 2019 -  Nacional